# Pultenaea capitellata
Pultenaea capitellata är en ärtväxtart som beskrevs av Dc. Pultenaea capitellata ingår i släktet Pultenaea och familjen ärtväxter. Inga underarter finns listade i Catalogue of Life.